# Pô
Pô là một tổng của tỉnh Nahouri ở phía nam Burkina Faso. Thủ phủ của tổng này là thị xã Pô. Dân số năm 2006 là 50.360 người.

## Các thị xã và các làng
- Pô (thủ phủ)

Bản mẫu:Nahouri